# Société photographique de Rennes
Créée le 3 juin 1890 par un groupe de photographes amateurs, la Société Photographique de Rennes (SPR) est l'une des plus anciennes sociétés photographiques de France. Elle bénéficie du statut d’association régie par loi du 1er juillet 1901 et est affiliée à la Fédération Photographique de France. Son siège social historique se situe au 15, rue Hoche à Rennes.

## Définition

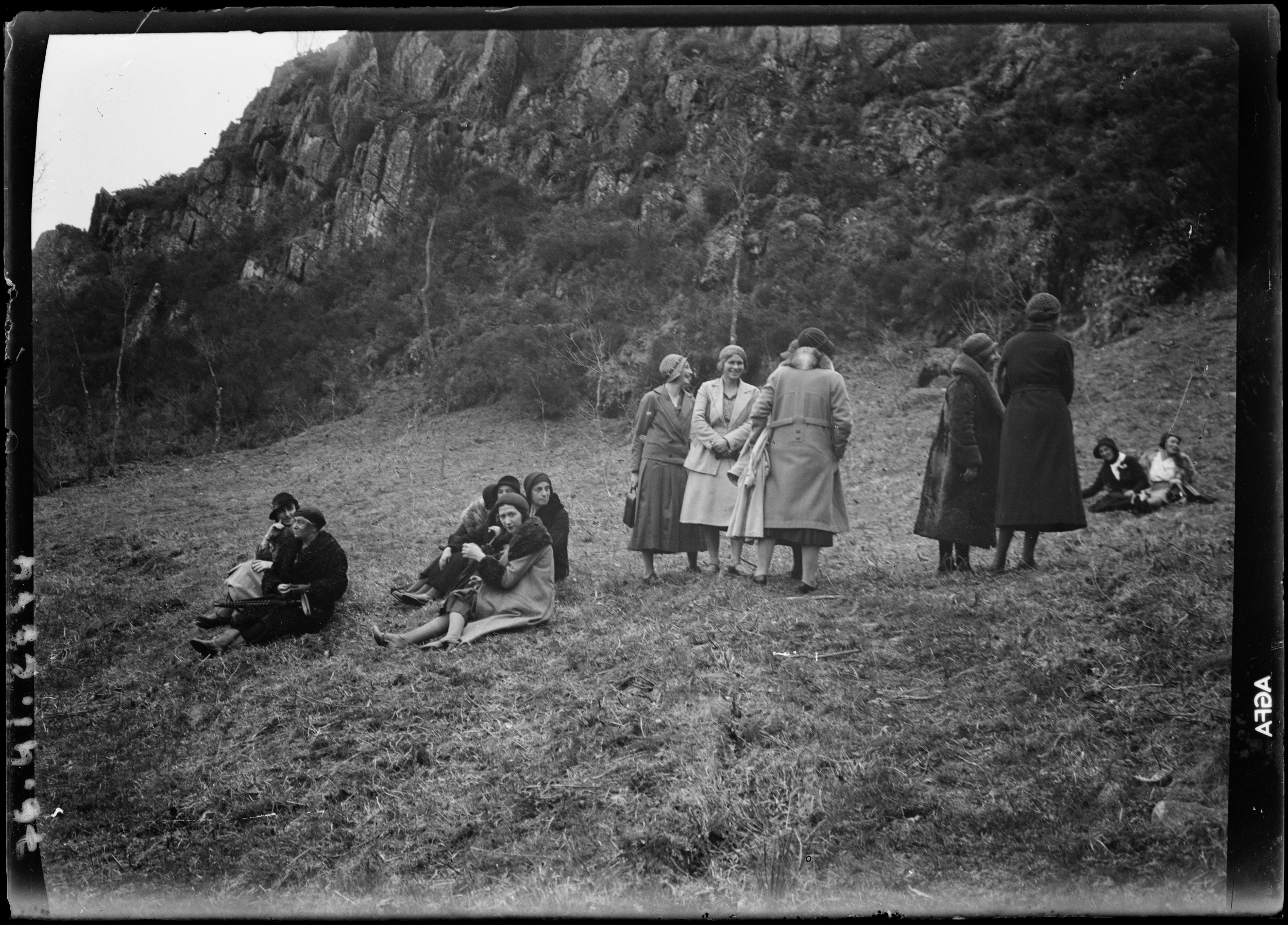
Négatif sur verre représentant une promenade de la Société photographique de Rennes, ici dans la campagne bretonne.

La fondation de la Société Photographique de Rennes s’inscrit dans le vaste mouvement de création de sociétés photographiques d'amateurs dits "éclairés" au 19ème siècle, dans le contexte d'entrée de la photographie dans l'ère industrielle. Ce sont de hauts lieux de sociabilité qui génèrent des pratiques et activités collectives (cours, sorties, expositions, conférences…) à l’occasion desquelles les membres, essentiellement issus de milieux bourgeois, cultivent leur expertise d’amateurs et partagent leurs connaissances. Les excursions en groupe occupent une place importante dans les moments de vie d'une société photographique. Les sociétaires de la SPR parcourent la Bretagne et photographient des paysages, des scènes de la vie quotidienne, des sujets pittoresques ou encore des moments historiques - par exemple le second procès du capitaine Dreyfus à Rennes en 1899 ou encore le champ de course des Gayeulles, les funérailles du cardinal Charost en novembre 1930, la construction du quartier du Colombier ou du square des Hautes Ourmes dans les années 1970.
Alice Aigrain les décrit comme des « lieux de légitimation et d’institutionnalisation du médium […] dans lesquels se sont jouées des luttes de pouvoir parfois bien éloignées de la question photographique ». En effet, Hadrien Viraben écrit à ce sujet que « de 1850 à 1950, le terme "amateur" s’est vu profondément transformé pour en venir à désigner l’antagoniste du "professionnel" ». L’avènement du domaine nouveau de la photographie a engendré une multiplication des occurrences du mot « amateur » et a donc a largement contribué à sa transformation sémantique.

## Histoire

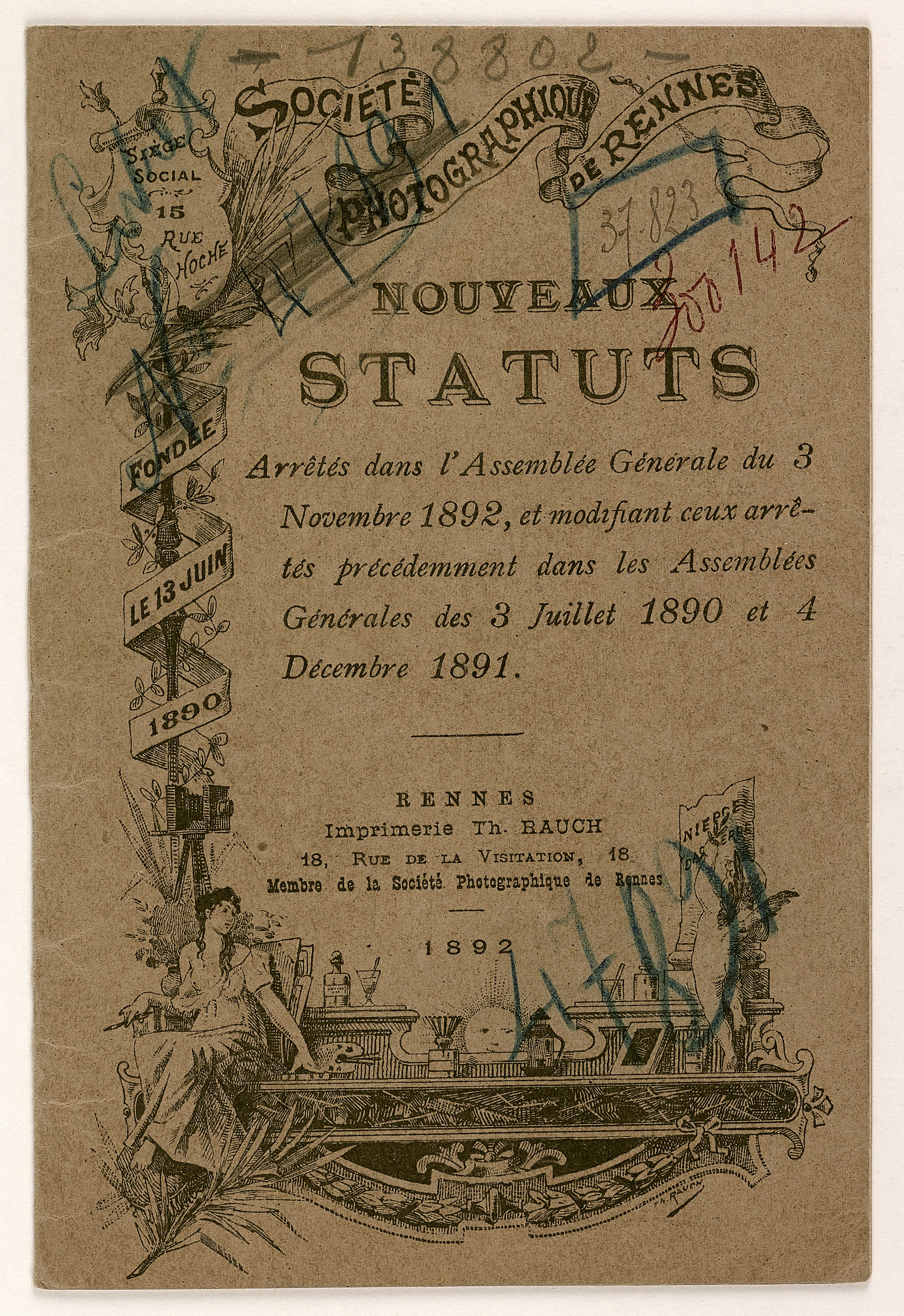
Page de garde du livret de la Société photographique de Rennes présentant ses nouveaux statuts.

Dans son discours d'inauguration le 31 octobre 1890, le premier président de la Société Photographique de Rennes attribue l’initiative de sa fondation au précurseur du photojournalisme Charles Géniaux. Ce dernier en devient le premier secrétaire. La création de la société rennaise fait montre de son engagement général pour la diffusion de la pratique de la photographie, qu’il développe également avec Bretagne revue dès 1893. 

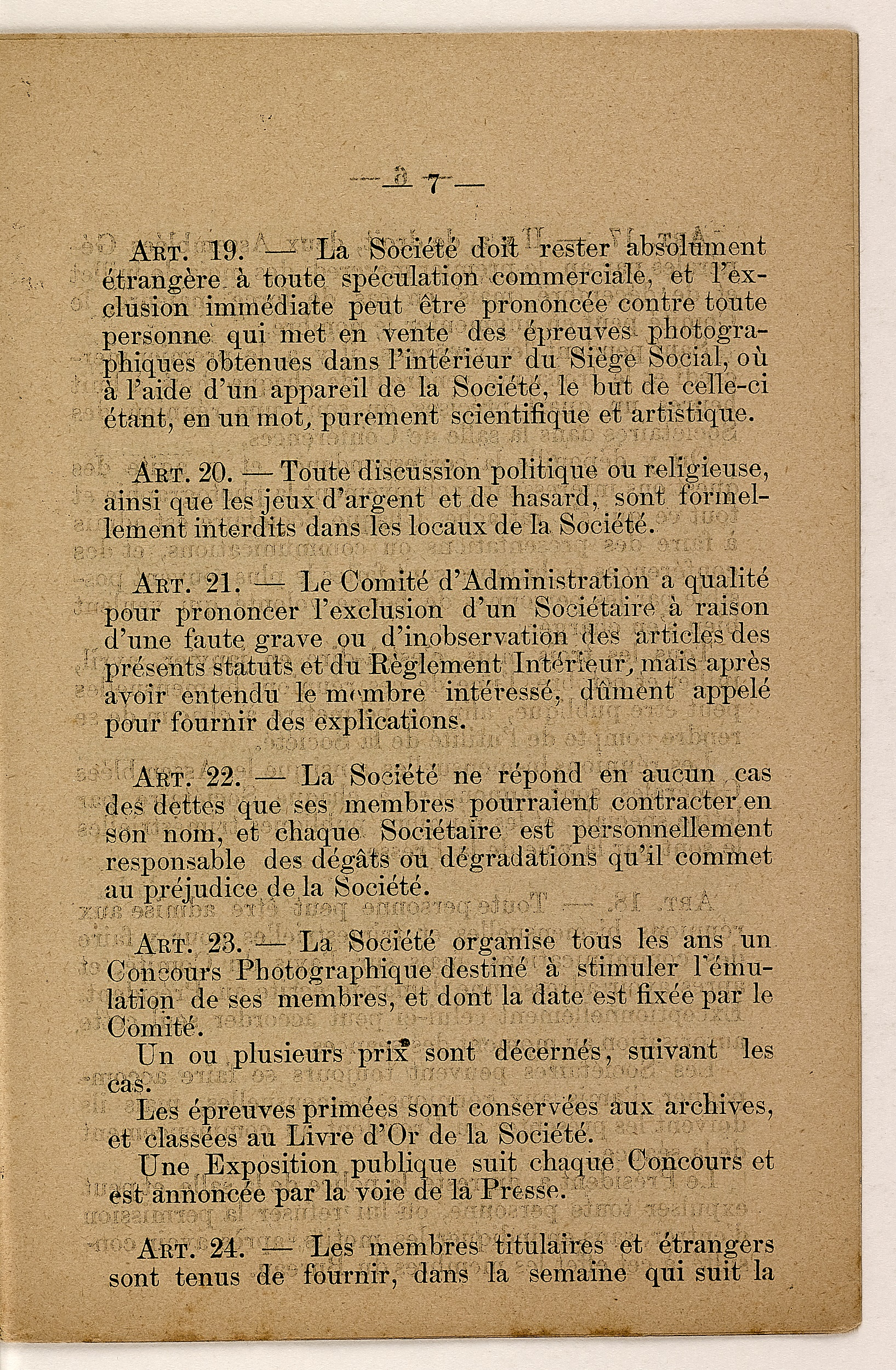
Page 7 du livret de la Société photographique de Rennes présentant ses nouveaux statuts.

On sait que la société dispose d’une bibliothèque, reçoit des revues de photographie, propose des ateliers et des cours et organise des excursions ainsi que des concours. Cela permet à ses membres de perfectionner leur pratique et de se former par l'échange entre anciens et nouveaux. Pour certains, la photographie devient une activité à part entière ; tandis qu'elle reste un loisir pour d'autres.
En 1893, la SPR organise une exposition à l’occasion de laquelle Charles Géniaux s’illustre à nouveau. En effet, son travail y est vivement remarqué et il obtient plusieurs médailles. Le Bulletin du photo-club de Paris mentionne que « les scènes de genre de M. Géniaux sont de véritables tableaux dans lesquels se révèle un artiste consommé ». Cependant, ces louanges sont à considérer avec précaution, puisque l’on sait que le photographe avait tendance à s’attribuer tous les mérites alors que certains projets comportent une double signature avec son frère Paul Géniaux.
Deux ans après sa création, la société rennaise adhère à l'Union nationale des sociétés photographiques de France, un réseau déployé aux échelles nationale et internationale, ainsi qu'à l'Union internationale de photographie.
Une section cinéma est créée en 1935 et adhère à l'Union des amateurs cinéastes de France.
Dans les années 1960 et 1970, l'essor de la diapositive donne lieu à des projections au cours desquelles les sociétaires échangent autour de diaporamas associant, pour la première fois, son et image. On assiste ici à un décloisonnement des intérêts au sein de la pratique de la photographie vers de nouveaux enjeux autour des images. En 1976 se déroulent les premières Rencontres photographiques de Rennes, organisées à l'initiative du président de la SPR de l'époque, Pierre Chemin. Cette manifestation ancre véritablement l'activité de la société rennaise dans la cité.
Aujourd’hui, un grand nombre de photographies et négatifs de photographes membres de la SPR, essentiellement acquis aux 19ème et 20ème siècles, sont conservés au Musée de Bretagne.

## Contexte

### Au-delà de la sphère privée
Les enjeux sociaux de la pratique amateur de la photographie ont longtemps été cantonnés à deux approches historiographiques distinctes : d'une part, la diffusion de la photographie en tant que culture domestique, façonnée par les formes de ritualisation de la vie privée et la gestion matérielle de la mémoire et de l'oubli ; d'autre part le développement et le processus de reconnaissance de la photographie comme art dans les cercles fermés de l'élite photographique. Mais ces approches creusent un fossé entre les espaces public, privé et social, alors que les acteurs de la photographie amateur entretiennent des relations d'interdépendance formalisées et cadrées par les sociétés ou clubs photographiques, notamment en confrontant leurs expériences.
Dans les années 1860 et 1870, les sociétés visent à rendre les inventions et les progrès techniques de la photographie à travers des publications, ou par l'organisation de concours. Elles regroupent essentiellement des techniciens et des inventeurs.
Par la suite, on voit naître un intérêt artistique ou scientifique de la part d'usagers plus nombreux dans les années 1880. Ceux-ci sont issus d'une bourgeoisie oisive et curieuse des nouveaux horizons photographiques.
À la fin des années 1890, les clubs s'étendent aux classes moyennes : comptent désormais parmi leurs membres des pharmaciens, des médecins, des avocats, des instituteurs, des libraires, des commerçants… Cette mixité sociale reste cependant relative puisque les nouvelles adhésions sont soumises à cooptation. C'est également une période à laquelle les grandes expositions internationales de photographies d'amateurs connaissent leur essor : la première se déroule à Hambourg en 1893, puis les suivantes ont lieu à Berlin en 1896 et 1905 et à Dresde en 1909. Ces expositions se fondent sur un principe démocratique énoncé par Alfred Lichtwark, directeur de la Kunsthalle : elles sont destinées à « élever le goût artistique et susciter des vocations ».
Alors que les historiens ont tendance à opposer la photographie artistique qui cherche à se hisser au rang de le peinture et la photographie amateur qui se caractériserait par la prise de vue sans aucune règle de composition et obéirait au seul principe de conservation du souvenir, on constate ici l'existence d'une pratique intermédiaire au sein des sociétés photographiques. En effet, celles-ci réunissent des amateurs aspirant à l'art photographique et dont l'approche relève à la fois de l'anthropologie de l'espace domestique et de l'histoire de l'art, avec notamment l'émergence des revues d'amateurs et la circulation des modèles iconographiques et des pratiques lors d'expositions manifestes. Ainsi, les différents lieux de production photographique interagissent, ancrant la photographie amateur bien au-delà de la simple sphère privée.

### L'opposition entre photographes amateurs et professionnels
Comme l'écrit Hadrien Viraben, l'amateur s'est progressivement défini comme l'antagoniste du professionnel. Cette opposition s'est traduite par la séparation des structures de diffusion et de circulation entre photographes amateurs et professionnels, même si elles produisent les mêmes informations, et ce jusque dans l'exclusion des professionnels des grandes expositions qui se sont tenues en Allemagne entre 1893 et 1910. Seule l'exposition de Dresde autorise leur participation. 
Les photographes professionnels accusent les amateurs de concurrence déloyale ; tandis que ces derniers accusent les premiers de négliger la qualité artistique au profit de la rentabilité. 
Une controverse éclate autour de la figure d'Ernst Juhl en 1902, alors qu'il est le directeur artistique de la revue Photographische Rundschau. En 1901, il publie un article élogieux sur les talents américains, allemands et autrichiens, au détriment des Britanniques. Il rompt aussi avec les Français en imposant à sa revue la tendance avant-gardiste américaine portée par Edward Steichen. De nombreux clubs exigent alors sa démission, qui finit par se produire. Cet incident montre à quel point les photographes amateurs et leurs choix esthétiques déterminent le discours sur les images et la production des modèles culturels à l'époque, quitte à s'opposer aux tendances d'une élite confirmée. 

### La photographie comme vecteur de transformations sociales
La pratique de la photographie amateur est considérée à l'époque comme un moyen d'intériorisation du goût et non une fin en soi par ses adeptes les plus haut placés. Alfred Lichtwark voit dans l'organisation d'expositions dites "démocratiques" un moyen d'éducation artistique pour la population. En effet, ces manifestations internationales ont largement constitué et alimenté une base de critères esthétiques commune, exprimant ainsi une forte vocation pédagogique. 
L'influence de la photographie amateur est telle qu'elle peut véhiculer des idées et des valeurs, et notamment celles de la bourgeoisie qui prédominent dans ses cercles sociaux : la critique du capitalisme matérialiste, de l'urbanisation et de l'industrialisation, l'éducation esthétique de la population, le patriotisme, l'idéalisation de la société rurale, l'insistance sur les vertus moralisatrices de l'ancrage dans le territoire ou encore la volonté d'un retour à l'artisanat et au système corporatiste.

## Membres connus
- Charles Géniaux, membre fondateur et premier secrétaire de 1890 à 1898

- Paul Géniaux
- Georges Nitsch, secrétaire de 1913 à 1923, puis président de 1923 à 1938, titre de président d'honneur jusqu'à sa mort en 1941[7]
- André Coquelin
- Albert Rupin
- Pierre Chemin